# 鬼うた。 〜鬼が来たりて、甘えさせろとのたもうた。〜
『鬼うた。 〜鬼が来たりて、甘えさせろとのたもうた。〜』とは、2009年6月26日 に130cmからリリースされたアダルトゲーム。
本作はメインキャラクターの多くが黒髪であることと、物語の中盤から凄惨な内容になるという特徴がある。
2010年1月29日には、ファンディスク『鬼まり。 〜鬼が夢見し常の世に、至る幼き恋のはじまり。〜』が発売された。
本項では、本編・ファンディスクについて扱う。

## あらすじ
地方の寒村・詩乃塚村にある詩乃塚神社の神主の息子である美作秋人は、極度のブラコンである姉・小春と彼にぞっこんな幼馴染・宮部綾子のせいで、友人が創れないことに悩んでいた。
ある夜、彼は賽銭泥棒に殺されるが、鬼姫にして土地神である姫歌に救われた。
だが、彼女は秋人を助けた際、力を使いすぎてしまい、礼もかねて彼に自分の面倒を見てほしいと頼み、美作家に居候した。
秋人に甘える姫歌が面白くない小春は、ことあるごとに姫歌と対立した結果、秋人を巡る小春と姫歌の戦いが始まった。

## 登場人物
美作 秋人（みまさか あきと）
主人公。詩乃塚村にある詩乃塚神社の神主の息子。
友人が少ないことに悩んでいるが、基本的には楽観主義者。
姫歌（ひめか）
声：理多
詩乃塚神社に祀られる土地神にして鬼姫。
かわいらしい見た目に反して実年齢は100歳を超えるが、自分の出生などについての記憶が欠落している。
歌うことが大好きで、その歌声は人間を魅了するほどだが、その歌声を聞きすぎた人間は精神に異常をきたし、自殺してしまうこともある。
美作 小春（みまさか こはる）
声：あさり☆
秋人の姉である問題児。弟に対しての依存度が高く、秋人が友人を作ることができない原因にもなっている。
宮部 綾子（みやべ あやこ）
声:手塚りょうこ
美作姉弟の幼馴染で、学校での評判は良い。過去に秋人からの告白を振ったことがあるが、なぜか秋人に対して付きまとっており、手帳には秋人との変態行為を妄想した文章がつづられている。
彼女のルート「かみさまのつくりかた」はトゥルーエンドに相当しており、それ以外のルートでは死亡する。
黒咲 暦（くろさき こよみ）
声：櫻レオナ
秋人の同級生である美術部員で、前髪で目が隠れているのが特徴。
引っ込み思案だが、かわいらしさゆえに友人は多い方。
浅倉 誠二（あさくら せいじ）
声：奥川久美子
数少ない秋人の友人だが、親友とは呼びにくい関係。交友関係は広いが、女性との付き合いが長続きしないタイプ。
鑑 恭一郎（かがみ きょういちろう）
声:加古川高
秋人たちの担任で、教師としては有能な方。
ウラジミール・ナボコフを尊敬するほどのロリコンで、かつては小学校の教師を夢見ていた。

## 主題歌
鬼うた。〜鬼が来たりて、甘えさせろとのたもうた。〜
- オープニングテーマ「紅の空」

歌：理多
- エンディングテーマ「ココロノカタチ」

歌：理多
鬼まり。〜鬼が夢見し常の世に、至る幼き恋のはじまり。〜
- オープニングテーマ「ハジマリノトキ」

歌：理多、あさり☆、手塚りょうこ

## 評価
パソコンゲーム雑誌の編集者である前田尋之の公式サイト「電脳世界のひみつ基地」においてライターの松田は、シナリオの展開や世界観、主題歌の完成度には申し分がないとしている。その一方で、松田は綾子の死亡シーンが特にショッキングだったとし、物語が途中から猟奇的になるのであれば、最初からそう伝えてほしかったと述べつつも、物語の舞台の地名が「死の塚」とも読めてしまうことや公式ブログの投稿内容、企画者が黒髪ヤンデレ好きである時点で気づくべきだったとも振り返っている。

## 関連商品
- 鬼うた。
  - 布施はるか著, 130cm監修
  - 2009年10月20日、パラダイムノベルスより発行

綾子ルートを基にしたノベライズ版。